# Акридин оранж
Акридин оранж е флуоресцентно катионно багрило, използвано за селективното оцветяване на нуклеинови киселини в цитологията и молекулярната биология. Лесно навлиза в клетката и реагира с ДНК и РНК, чрез интеркалиране.